# Glukoza Nostra
Glukoza Nostra es el álbum debut de la agrupación rusa de pop Glukoza, que fue lanzado el 27 de mayo de 2003. Para promocionar el álbum, fueron lanzados solamente 3 sencillos, "невеста", "ненавижу" y "глюкоза ностра". Se hicieron videos para cada canción mediante animación 3D por computadora. Después del lanzamiento del álbum, fue lanzada la canción "Жениха Хотела" a dúo con el drag queen Ucraniano Verka Serduchka.

## Lista de canciones
Todas las canciones escritas y compuestas por Maxim Fadeev bajo el seudónimo de Glukoza.. 
| N.º   | Título                             | Traducción    | Duración |  |
| 1.    | «Глюк'Oza Nostra» (Glukoza Nostra) |               | 3:19     |  |
| 2.    | «Шуга» (Shuga)                     | Hielo de lodo | 3:55     |  |
| 3.    | «Невеста» (Nevesta)                | Novia         | 4:08     |  |
| 4.    | «Ненавижу» (Nenavizhu)             | Odio          | 3:36     |  |
| 5.    | «Малыш» (Malysh)                   | Bebé          | 4:08     |  |
| 6.    | «Ля Мур» (L'amour)                 | El amor       | 3:15     |  |
| 7.    | «Аста Ла Виста» (Hasta La Vista)   |               | 3:46     |  |
| 8.    | «Моя Любовь» (Moya Lyubov)         | Mi amor       | 3:45     |  |
| 9.    | «Вокзал» (Vokzal)                  | Estación      | 3:46     |  |
| 10.   | «Снег» (Sneg)                      | Nieve         | 4:00     |  |
| 39:16 |                                    |               |          |  |

## Ventas
El primer día del lanzamiento del álbum, se vendieron 100.000 copias de discos y 200.000 de casetes en Moscú. Las ventas totales de copias vendidas son de 1.400.000.